# Morne de Fourche
Pour les articles homonymes, voir Fourche (homonymie).
Le morne de Fourche est un sommet de montagne de l'île de La Réunion, un département d'outre-mer français dans l'océan Indien. Situé le long de la crête du massif du Piton des Neiges qui sépare les cirques naturels de Mafate et Salazie, respectivement à l'ouest et à l'est, il culmine à 2 267 mètres d'altitude.

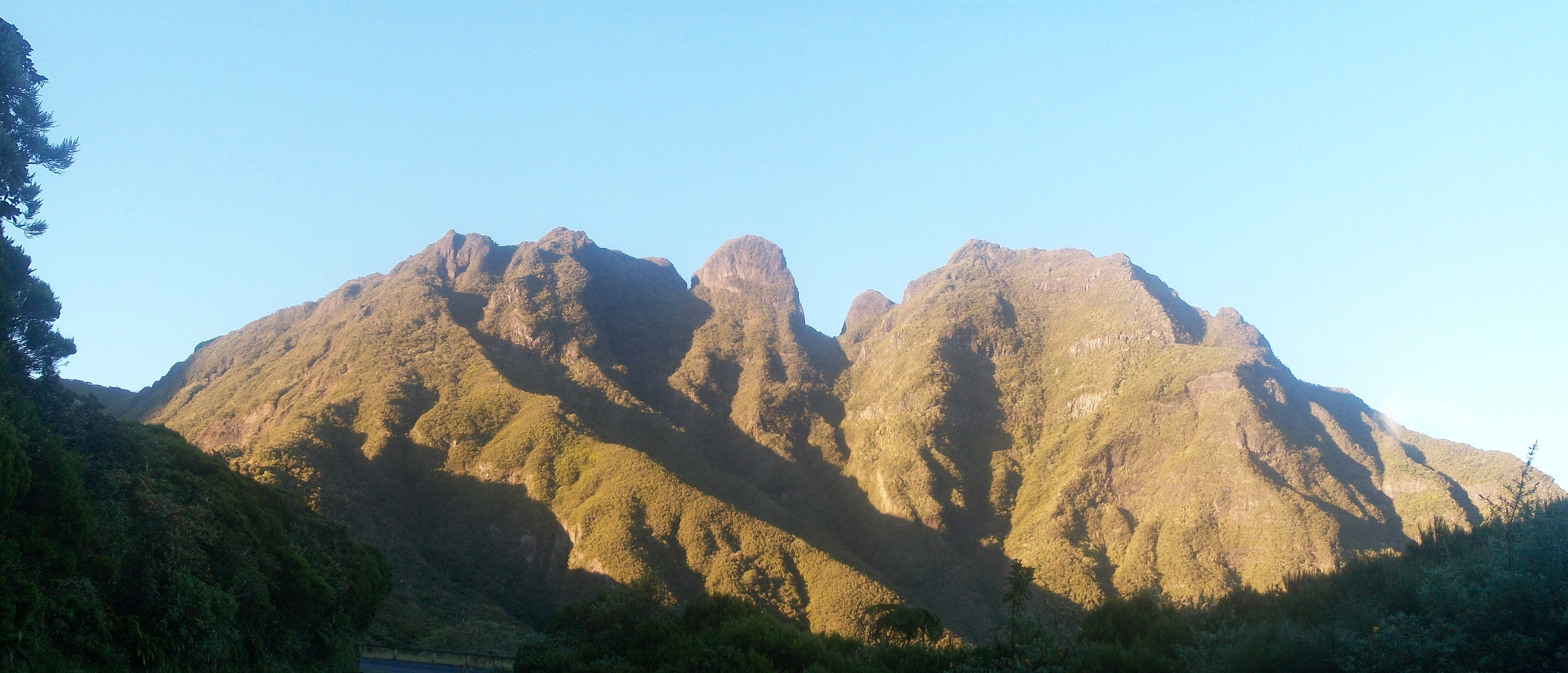
Vue sur le morne de Fourche.